# Wilschdorf-Rähnitzer Sandhügelland

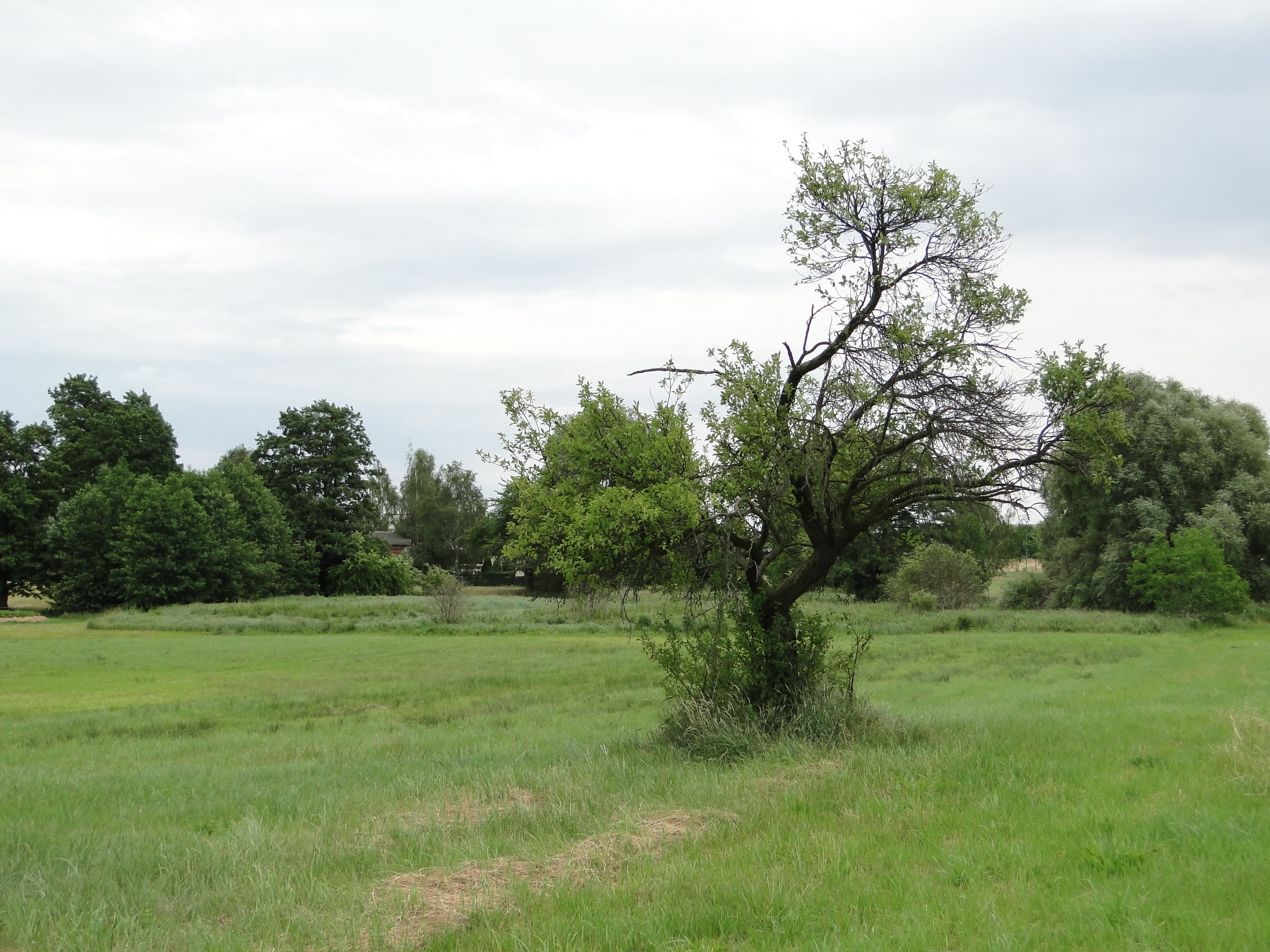
Wilschdorf-Rähnitzer Sandhügelland 2011

Als Wilschdorf-Rähnitzer Sandhügelland wird das Landschaftsschutzgebiet um die Dresdner Stadtteile Wilschdorf und Rähnitz bezeichnet. Es hat eine Größe von etwa 362 Hektar.

## Geographie
Im Landschaftsschutzgebiet (LSG) Wilschdorf-Rähnitzer Sandhügelland befindet sich in den Ellerwiesen das Quellgebiet der Promnitz, sie wird im Quellverlauf als „Bartlake“ bezeichnet. Die Promnitz fließt durch die Radeburger Ortsteile Bärnsdorf und Berbisdorf. Sie ist Namensvorbild der früheren Gemeinde Promnitztal und mündet bei Radeburg in die Große Röder. Das Gebiet wird durch die Straßen S 81 sowie S 96 verkehrlich erschlossen.
Im Wilschdorf-Rähnitzer Sandhügelland befinden sich mehrere geschützte Feuchtwiesen. Südlich schließen sich die Junge Heide und der Dresdner Heller an.